# 玉川電気鉄道1067mm4輪単車車両
玉川電気鉄道1067mm4輪単車車両（たまがわでんきてつどう1067mm4りんたんしゃしゃりょう）
玉川電気鉄道が1907年に開業後、1920年9月11日に東京市電気局市内電車線（通称東京市電）に乗り入れに備え1372mmに改軌するまでの1067mm時代には電動車15両、付随車7両が在籍していたが、本項ではこれらの車両について記述する。

## 概要
電動車の形態は3種程度に分類できるといわれている。このうち10両は開業の折に新造されたもので窓は10枚窓、オープンデッキで運転席には窓はなく吹きさらし状態であり、運転手は雨天などの際、合羽を着て運転していたという。残りの5両と付随車7両は路線が開業時の道玄坂上（戦後上通りと改称） - 三軒茶屋から玉川、さらに院線の渋谷駅に到達した際に増備したもので電動車は窓が8枚で前面窓（ベスチビュール）が取り付けられて運転手への負担が少し軽減された。付随車は電動車にトロリーポールと電機品・運転台がないだけのものだが、路面電車での付随客車は初期の大師電気鉄道（現在の京浜急行電鉄大師線）等では見られたものの、東京市街鉄道・東京電気鉄道→東京市電気局といった東京の他社線はもちろん、名古屋・京都・大阪でもなかったため異色の存在だった。付随車が増備される以前から無蓋貨車を連結運転する関係で連結器（1925年まで見られたバッファー・リンク方式のもの）を装着していた。
全22両が高橋鉄工所と天野工場（のちに日本車輌製造に買収され同社の東京支店工場となる）で製造されている。
1920年9月11日の廃車後は上田温泉電気軌道（上田電鉄→上田丸子電鉄、現在の上田交通。鉄道部門はさらに分社化で上田電鉄）と駿遠電気（現在の静岡鉄道）に譲渡された。前者は同社の車両として一部が1961年まで使用され、駅の建物として利用された廃車体まで含めると1972年まで見ることができたという。